# NGC 2337
NGC 2337 (również PGC 20298 lub UGC 3711) – galaktyka nieregularna (IBm), znajdująca się w gwiazdozbiorze Rysia. Odkrył ją Édouard Jean-Marie Stephan 17 stycznia 1877 roku. Znajduje się w odległości około 25 milionów lat świetlnych od Ziemi.